# Операция «Интеллигенция-Литцманштадт»

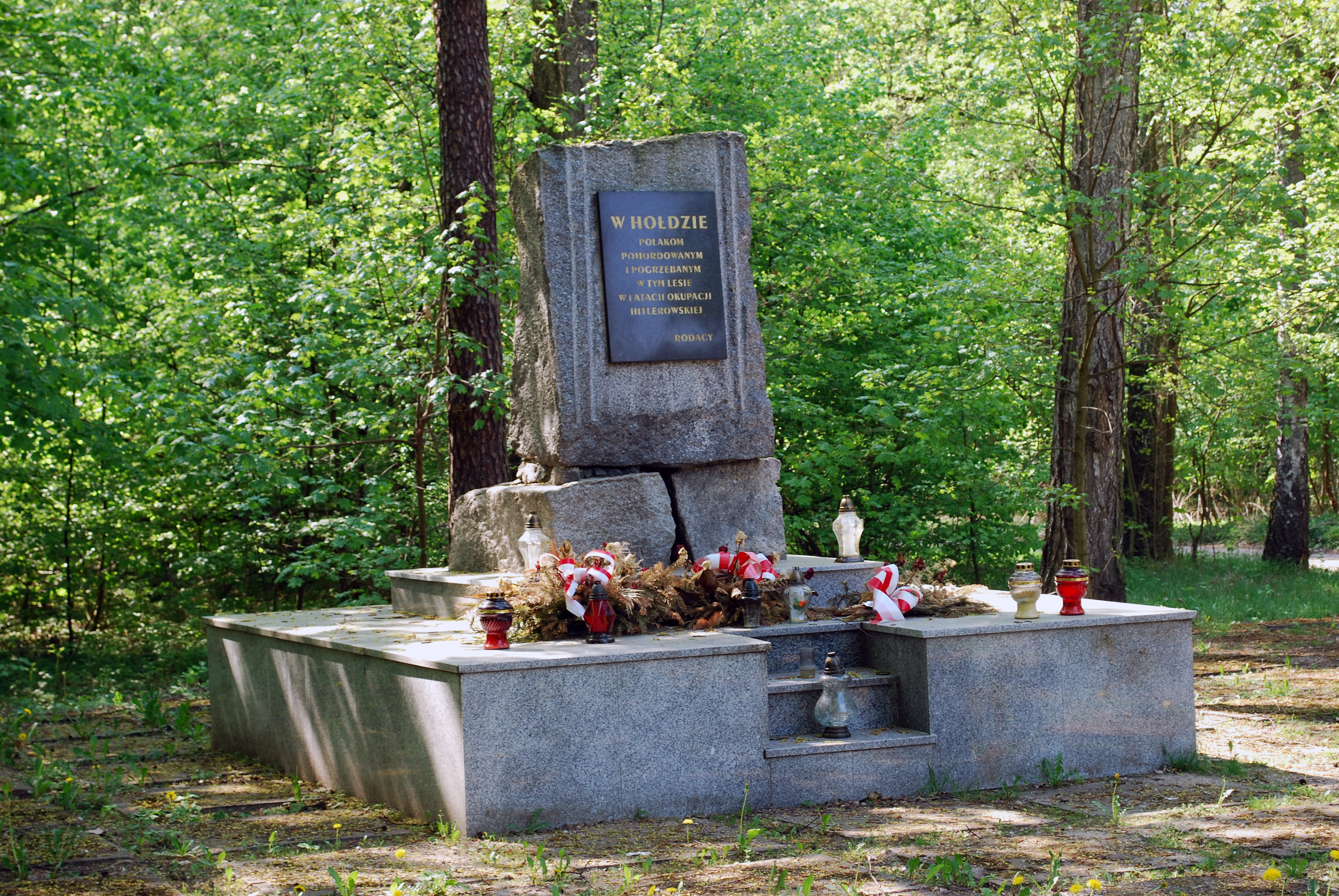
Памятник жертвам операции «Интеллигенция-Литцманштадт» в Лучмежском лесу.

Операция «Интеллигенция-Литцманштадт», польск. Akcja Inteligencja-Litzmanstadt, нем. Intelligenzaktion Litzmannstadt — кодовое название акции истребления, проводившейся немцами в 1939—1940 годах в районе Лодзи в рамках программы Intelligenzaktion.

## История
Решение о проведении Intelligenzaktion было принято на совещании руководителей главных полицейских управлений и оперативного командования, прошедшем 7 сентября 1939 года в Берлине, на котором был поднят вопрос о «обезвреживании» лидерского слоя населения. Операция «Интеллигенция-Литцманштадт» была направлена против активистов еврейских левых партий, представителей горожан и еврейской интеллигенции в Лодзи, и, особенно, против политических и общественных активистов и польской интеллектуальной элиты Лодзинского воеводства — акция предполагала их полную ликвидацию и явилась прелюдией к германизации этого региона Польши немецкими оккупантами. В ходе неё было убито около пятисот известных в регионе чиновников, общественно-политических и экономических деятелей, священников и учителей.
С 9 по 11 ноября 1939 года немецкая полиция арестовала около 1500 человек на основании специальных списков (т. н. Sonderfahndungsbuch Polen). Задержанных разместили в кинотеатре Wolność в Пабьянице, на фабрике Арнольда Байера в Руде Пабьяницкой и в лагере текстильной фабрики Михала Глазера в Радогоще, который в последующие дни стал основным местом содержания заключённых этой операции. Со временем, к концу ноября 1939 года, в Радогощ после предварительного отбора были переведены заключённые из Пабьянице и Руды Пабьяницкой. Оттуда их доставили в штаб-квартиру гестапо в Лодзи по адресу аллея К. Анштадта, где действовал Особый суд. Во время судебных процессов, каждый из которых длился всего несколько минут, выносились только смертные приговоры, которые немедленно были коллективно приведены в исполнение в Лучмежском лесу, расположенном в нескольких километрах к северо-западу от Згежа. Днём позже состоялась казнь ещё сорока человек в Лагевницком лесу, там были расстреляны в основном лодзинские учителя. Дальнейшие казни происходили 21-30 ноября на полигоне Брус в Лодзи и продолжались до 1940 года.
Акция повторилась в мае 1940 года и на этот раз была направлена прежде всего против лодзинской молодежи. Многие арестованные после непродолжительного пребывания в радогощской тюрьме были переправлены в концлагерь Дахау, где впоследствии погибли. В рамках этой акции были арестованы, в частности, Хенрик Дебих и Влодзимеж Скочиляс. Первого освободили во время войны, второй смог выжить в концлагере.

## Жертвы
В ходе акции в Лодзинском воеводстве были убиты:
- Юзеф Аб[пол.] — владелец и директор школы в Лодзи, педагог-активист;
- Эдвард Дудкевич[пол.] — председатель правления муниципального отделения Союза польских учителей (ZNP);
- Ян Гертнер — учитель из Лодзи;
- Мечислав Герц[пол.] — фабрикант из Лодзи, историк, общественный деятель;
- Кароль Хиллер[пол.] — художник, президент Демократического клуба в Лодзи;
- Зигмунт Клыс — общественный деятель из Пабьянице;
- Чеслав Ковальский[пол.] — муниципальный секретарь BBWR;
- Стефан Кульчиньский — президент Союза польских вязальщиц;
- Александр Марголис[пол.] — врач, активист Бунда;
- Вацлав Ламбрехт — чиновник муниципального совета;
- Арон Любошицкий — лодзинский учитель, педагог, поэт, прозаик, литературный критик еврейского происхождения;
- Владислав Лучаковский — член Народной партии;
- Хаим Лайб Познаньский[пол.] — еврейский учитель и педагог, политический и общественный деятель в Лодзи;
- Ян Ринг — директор компании «Электрические железные дороги» и президент Лодзинского отделения Союза защиты западных окраин;
- Алексий Ржевский[пол.] — бывший мэр Лодзи;
- Томаш Василевский[пол.] — сенатор Республики Польша и президент отделения ZNP;
- Пётр Вежбицкий[пол.] — скаутмастер Республики Польша;
- Вольф Винер[пол.] — журналист и писатель, просветитель еврейского происхождения в Лодзи, сионистский активист;
- Томаш Вильконский[пол.] — директор по административным и кадровым вопросам на заводах Scheibler в Лодзи;
- Вацлав Воеводский[пол.] — бывший заместитель мэра Лодзи.
- Феликс Волощук — школьный инспектор.